# Psammophore
Psammophore (gr. psammos = Sand; phorein = tragen) ist eine Haar-Struktur unterhalb des Kopfes bei Vertreterinnen einiger Ameisenarten, zum Beispiel der Gattung Pogonomyrmex (siehe Bild). Die Psammophore hilft Ameisen beim Einsammeln und Tragen kleinerer Partikel, dies können – je nach Art – sein: feiner Sand und Steinchen (bei der Nestkonstruktion), kleinere Samen (beim Nahrungseintrag), oder auch Eier.
Psammophoren sind ein wichtiges Merkmal zur Bestimmung von Gattungen oder Arten.

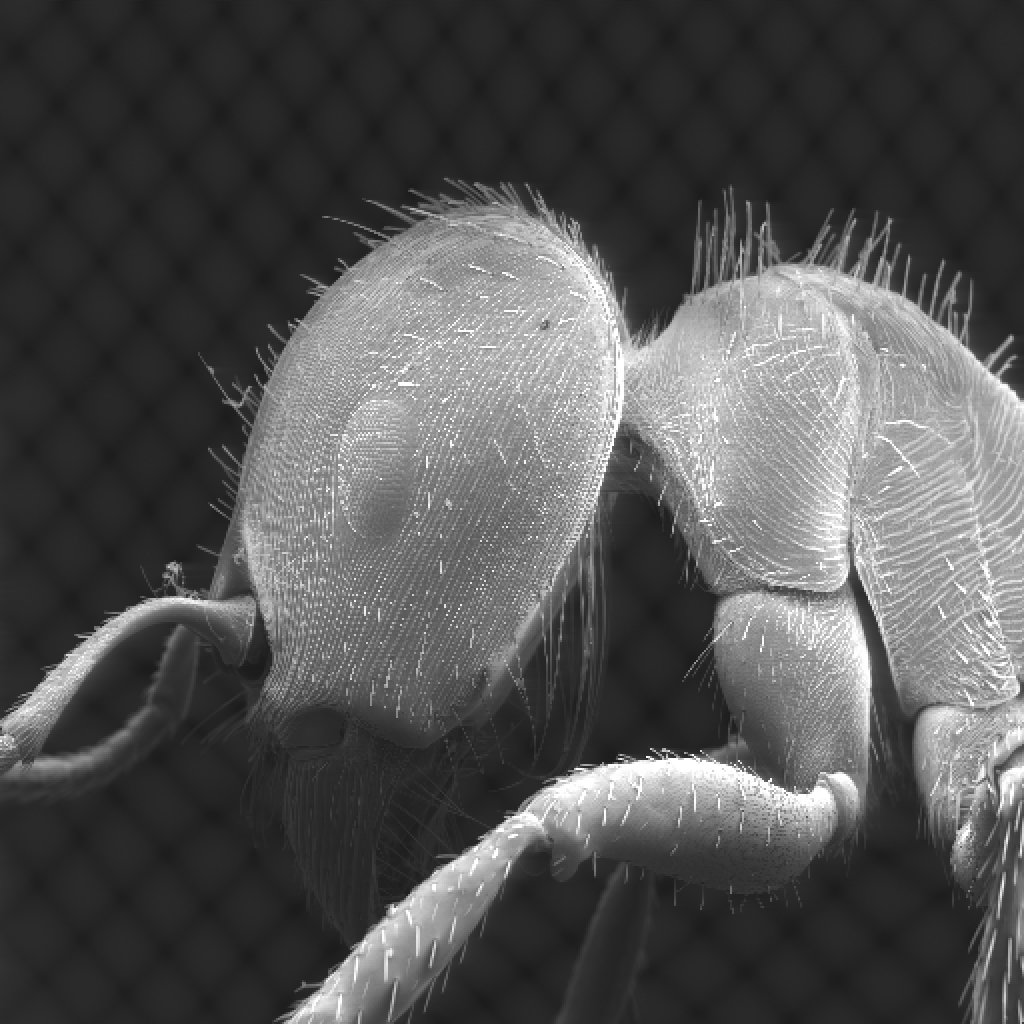
REM-Aufnahme von P. barbatus (Bild: C.-P. Strehl): die Bart-artige Struktur unterhalb des Kopfes nennt sich "Psammophore"